# Хокусин Итто-рю
Хокусин Итто-рю (яп. 北辰一刀流兵法) — классическое боевое искусство Японии, основанное в 1820-х годах мастером по имени Тиба Сюсаку Наримаса. Школа входит в состав Нихон Кобудо Кёкай.

## История
Школа Хокусин Итто-рю была основана в 1820-х годах (поздний период Эдо) мастером по имени Тиба Сюсаку (яп. 千葉 周作, 1794—1856). Тиба Сюсаку был сыном фехтовальщика Тюдзаэмона родом из префектуры Мияги, который обучался техникам кэндзюцу под руководством Тиба Коэмона Нарикацу, деда Тиба Сюсаку и основателя Хокусин Мусо-рю. Он изучал фехтование сперва у своего отца, а позже непосредственно под присмотром своего деда. В это время за ним закрепилось имя Тиба Сюсаку Тайра-но Наримаса (яп. 千葉 周作 成政).
В 1809 году Тюдзаэмон перевёз свою семью в Мацудо, что недалеко от Эдо. На новом месте Сюсаку изучал традиции школы Итто-рю под руководством Асари Ёсинобу Матаситиро и Наканиси Тюбэя Танэмаса. Впоследствии он женился на дочери Ёсинобу и сменил имя на Асари Сюсяку Наримаса, переняв руководство над додзё Асари.
После ссоры со своим тестем, Сюсяку отказывается от фамилии Асари и уезжает обратно в Тиба, где и начинает своё Муся сюгё (странствия воина в поисках знаний). Он посещает большое количество додзё, участвует в различных дуэлях со многими известными фехтовальщиками из таких рюха, как Синдо Мунэн-рю, Дзикисинкагэ-рю, Манива Нэн-рю, различные линии Итто-рю и многие другие.
После изучения различных стилей боевых искусств, Сюсяку создал свою собственную школу в 1820-х годах, назвав её Хокусин Итто-Рю Хёхо (яп. 北辰 一刀 流 兵法). Название представляет собой комбинацию из Хокусин Мусо-рю и Итто-рю, традициям которых он обучался.
Тиба Сюсаку основал линию Эдо-Гэнбукан и одноименный додзё, который находился недалеко от здания додзё его брата, Тиба Садакити Масамити. После землетрясения 1923 года в Канто додзё был разрушен, и учение линии Эдо-Гэнбукан исчезло. Тиба-додзё также пострадал во время стихийного бедствия, однако, в отличие от Эдо-Гэнбукан, сохранилось до наших дней. Им, благодаря поддержке прямых потомков семьи Тиба, управляет Оцука Ёитиро Масанори, 6-й сокэ Хокусин Итто-рю.

## Программа обучения
В некотором смысле Хокусин Итто-рю Хёхо является упрощённой формой школы Итто-рю. Во времена периода Бакумацу даже существовала поговорка: «Если для изучения рюха кому-то понадобится 3 года, то для изучения Хокусин Итто-рю ему понадобится вдвое меньше».

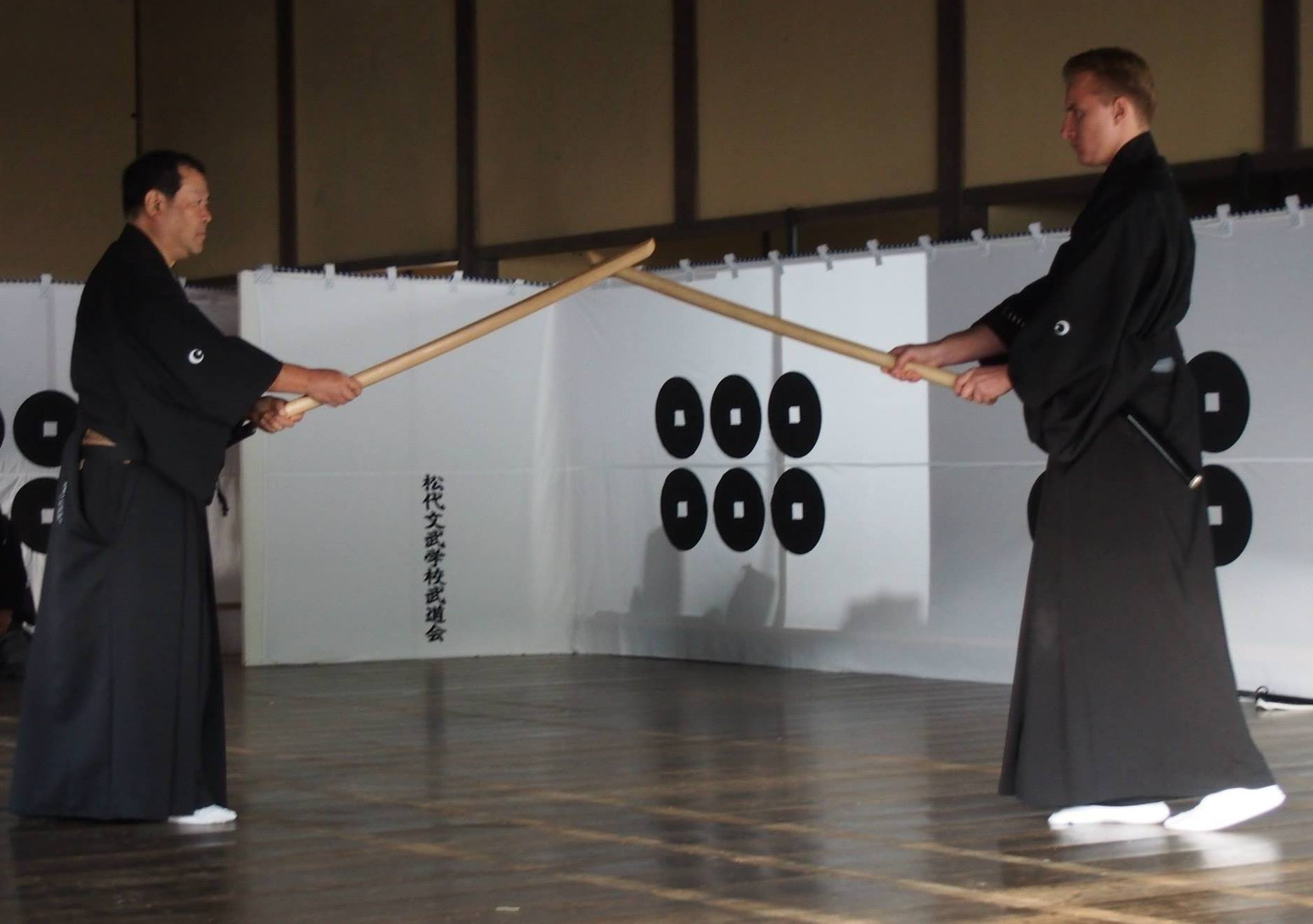
Оцука Ёитиро и сихан Лёш Маркус демонстрируют Кумитати-ката Тэн

Учебная программа школы содержит в основном техники кэндзюцу, баттодзюцу, нагинатадзюцу и дзюдзюцу.
Хокусин Итто-рю проповедует очень интенсивный стиль дуэлей, сосредоточенных на простых и быстрых техниках без излишних движений. Управление центральной линией противника при помощи Кири-отоси и доминирование с использованием очень быстрого Цуки-ваза являются визитной карточкой школы. В основе принципов стиля лежит идея о том, что совершенная техника должна включать и оборону и наступление в одном действии.
Хокусин Итто-рю является одним из немногих оставшихся рюха, который до сих пор проводит тренировки кумитати с использованием синкэна, то есть настоящего меча.

## Система рангов
Хокусин Итто-рю имеет три уровня обучения:
1. Сёдэн (яп. 初伝) — начальная передача;
2. Тюдэн (яп. 中伝) — средняя передача;
3. Окудэн (яп. 奥伝) — углубленная передача.

Как и многие другие корю, Хокусин Итто-рю придерживается старой системы передачи знаний и разделения по уровню знаний. В школе отсутствуют современная система данов и кю. Традиционными пятью свитками Хокусин Итто-рю являются:
1. Киригами (яп. 剪紙);
2. Хацумокуроку (яп. 初目録);
3. Кадзёмокуроку (яп. 箇条目録) / Сэйгандэндзю (яп. 星眼伝授);
4. Тюмокуроку (яп. 中目録) / Мэнкё (яп. 免許);
5. Даймокуроку (яп. 大目録) / Мэнкё кайдэн (яп. 免許皆伝).

## Генеалогия
Двумя основными линиями Хокусин Итто-рю являются Эдо-Гэнбукан, основанная Тиба Сёсаку Наримаса, и Тиба-додзё, основанная Тиба Садакити. Ветвь Эдо Гэнбукан вымерла после пожара 1923 года, Тиба-додзё же дошло до XI века и наших дней, будучи представленной мастером Оцука Ёитиро, 6-м сокэ школы.

### Эдо-Гэнбукан
Линия Эдо-Гэнбукан выглядит следующим образом:
1. Тиба Сюсаку Наримаса;
2. Тиба Кисотаро Такатанэ;
3. Тиба Эйдзиро Нариюки, управлял школой до своей смерти в 1862 году;
4. Тиба Митисабуро Мицутанэ;
5. Тиба Кацутаро;
6. Тиба Сюносукэ Корэтанэ, последний официальный сокэ.

Последним, кто управлял Хоакусин Итто-рю Эдо-Гэнбукан после Сюносукэ Корэтанэ, является Тиба Эйитиро. В 1942 году он написал книгу «Chiba Shusaku Ikō» и пытался восстановить Эдо-Гэнбукан после пожара, однако его попытка не увенчалась успехом. По этой причине неизвестно, можно ли называть его 7-м главой школы.

### Тиба-додзё
Линия передач Тиба-додзё выглядит следующим образом:
1. Тиба Садакити Мисамити (яп. 千葉定吉政道);
2. Тиба Дзютаро Кадзутанэ (яп. 千葉重太郎一胤);
3. Тиба То-итиро Киёмицу (яп. 千葉東一郎清光);
4. Тиба Цуканэ (яп. 千葉束);
5. Тиба Хироси Масатанэ (яп. 千葉弘政胤);
6. Оцука Ёитиро Масанори (яп. 大塚洋一郎政徳).

Последний и текущий глава Хокусин Итто-рю, Оцука Ёитиро, получил своё звание 1 июля 2013 года от семьи Тиба с целью сохранить и продолжить старую линию Тиба-додзё.

### Мито Тобукан
В середине периода Мэйдзи образовалось большое число ответвлений от Хокусин Итто-рю. Одним из самых известных является Тобукан в Мито. Эта линия была создана Одзавой Торакити, который изучал Хокусин Итто-рю Эдо-Гэнбукан. Семья Одзава сохранило учение своего первого главы и продолжает его традиции и по сей день.
1. Одзава Торакити;
2. Одзава Итиро;
3. Одзава Тоёкити;
4. Одзава Такэси;
5. Одзава Киёко;
6. Одзава Тадахико;
7. Одзава Сатоси.

### Отару-Гэнбукан
1. Кобаяси Сэйдзироу Садаюки (открыл Сисэикан Додзё);
2. Нода Сироу (сменил название на Отару-Гэнбукан);
3. Кониси Сигэдзиро (перемистил стиль в Токио, сменил название на Сугинами-Гэнбукан);
4. Кониси Синэн Кадзуюки.

## Известные последователи

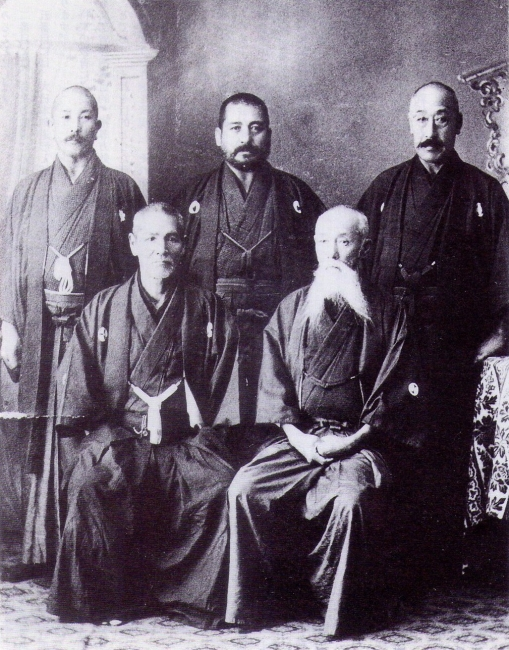
Справа налево: Такано Сасабуро, Монна Тадаси, Найто Такахару, Цудзи Синпэй и Нэгиси Сингоро

В конце периода Бакумацу (1853—1867 года), Хокусин Итто-рю был одним из трёх крупнейших и самых известных рюха во всей Японии. Фехтовальщики этой школы оказали большое влияние на развитие современного кэндо в конце XIX века. Кроме того, многие известные и политически влиятельные люди практиковали традиции Хокусин Итто-рю.
Наиболее известными практикантами стиля являются:
- Сакамото Рёма (знаменитый революционер)[7];
- Ямаока Тэссю (основатель Итто Сёдэн Муто-рю);
- Киёкава Хатиро[7];
- Тиба Сана (дочь первого главы Тиба-додзё);
- Яманами Кэйсукэ (заместитель командира Синсэнгуми)[7];
- Тодо Хэйсукэ (капитан 8-го отряда Синсэнгуми)[8];
- Ито Каситаро (военный советник Синсэнгуми)[8];
- Ёсимура Канитиро (инструктор кэндзюцу Синсэнгуми);
- Найто Такахару (ключевой разработчик современного кэндо)[9][10];
- Такано Сасабуро (ключевой разработчик современного кэндо);
- Мотида Моридзи (знаменитый японский кэндока);
- Монна Тадаси (ключевой разработчик современного кэндо)[9][10].